# Malin (województwo dolnośląskie)
Malin (niem. Mahlen) – wieś w Polsce położona w województwie dolnośląskim, w powiecie trzebnickim, w gminie Wisznia Mała.

## Podział administracyjny
| SIMC    | Nazwa  | Rodzaj     |
| ------- | ------ | ---------- |
| 0883034 | Kalina | przysiółek |

W latach 1975–1998 miejscowość administracyjnie należała do województwa wrocławskiego.

## Nazwa
Według niemieckiego językoznawcy Heinricha Adamy’ego nazwa miejscowości pochodzi od polskiej nazwy określającej niedużą wielkość – słowa "mały". W swoim dziele o nazwach miejscowych na Śląsku wydanym w 1888 roku we Wrocławiu jako starszą od niemieckiej wymienia on nazwę w polskiej formie - Malo podając jej znaczenie "Kleindorf" czyli po polsku "Mała wieś". Niemcy zgermanizowali nazwę na Mahlen w wyniku czego utraciła ona swoje pierwotne znaczenie.

## Historia wsi
Pierwsze wzmianki o istnieniu wsi pochodzą z roku 1414 i 1418. W roku 1785 w Malinie pojawia się nowy, pański dom mieszkalny. W latach 1912–1937 w Malinie znajduje się majątek rycerski, do którego należy folwark Riesenthal i posiadłość wiejska. Grunty o łącznej powierzchni 15 ha wydzierżawiono wówczas osadnikom. Obecnie wieś jest powiększona o przysiółek Kalina.

## Zabytki
Do wojewódzkiego rejestru zabytków wpisany jest:
- zespół pałacowy, z drugiej połowy XVIII w., przebudowany w drugiej połowie XIX w.; zdegradowane mienie pałacowo-parkowe znajduje się w zachodniej części wsi:
  - pałac
  - park
  - brama parkowa
  - mostek na wyspę

inne zabytki:
- folwark z obszernym majdanem